# Itoplectis
Itoplectis là một chi côn trùng thuộc họ Ichneumonidae.
Chi này được Arnold Förster mô tả khoa học năm 1869.
Itoplectis có phạm vi phân bố toàn cầu.
Loài:
- Itoplectis conquisitor (Say, 1836) [2]
- Itoplectis maculator (Fabricius, 1775)[1]
- Itoplectis melanocephala (Gravenhorst, 1829) - vật chủ là Galleria mellonella, Aletia impura, Chilo phragmitellus, Depressaria daucella, Depressaria pastinacella, và Leucania obsoleta.[3]
- Itoplectis mexicanus - vật chủ là nhộng của Coptocycla texana[4]
- Itoplectis naranyae (Ashmead 1906) [5]